# تيركمان (بزنجان)
تیركمان (بالفارسية: تیرکمان) هي قرية تقع في إيران في قسم بزنجان الريفي. يقدر عدد سكانها بـ 72 نسمة بحسب إحصاء 2016.